# Robert Lisle Lindsey
Robert „Bob“ Lisle Lindsey (* 17. August 1917 in Norman, Oklahoma; † 31. Mai 1995 in Tulsa, Oklahoma) war ein US-amerikanischer baptistischer Geistlicher und Neutestamentler.

## Leben
Bob Lindsey studierte an der University of Oklahoma (B.A.), dem Princeton Theological Seminary (Th.M.) und dem Southern Baptist Theological Seminary (Th.M.; Ph.D.).
Er verbrachte die Zeit von 1945 bis 1987 als Pfarrer im Heiligen Land. Er war Pfarrer der Narkis Street Baptist Church in Jerusalem.
Am 13. September 1961 wurde er von einer Landmine im Israel-jordanischen Grenzgebiet schwer verletzt. Dabei verlor er seinen linken Fuß. Lindsey hatte versucht, einen arabischen Jungen aus einem Minenfeld zu retten.
Lindsey begründete mit David Flusser die sogenannte Jerusalem School of Synoptic Research.
Er war ein Wissenschaftler auf der Suche nach dem historischen Jesus. Bekannt wurde er für seine Übersetzung des Markusevangeliums ins Hebräische. Dabei erarbeitete er seine eigene These zur Lösung des synoptischen Problems. Diese These wurde unter dem Namen „Theorie der Jerusalem-Schule“ bekannt. Danach verfasste Lukas als erster sein Evangelium. Der Verfasser des Markus-Evangeliums verwendete wiederum das Lukas-Evangelium als Vorlage. Matthäus verwendete Markus als Vorlage für sein Matthäus-Evangelium. Dabei verwendeten alle drei Autoren eine griechische Übersetzung einer nicht mehr vorhandenen Sammlung von Sprüchen und Taten Jesus in hebräischer Sprache Q. Zusätzlich verwendete Lukas ein unbekanntes Evangelium. Matthäus war das Lukas-Evangelium nicht bekannt. Es handelt sich bei dieser These um eine Abwandlung der Priorität des Lukas von William Lockton.

## Veröffentlichungen (Auswahl)
- A Hebrew translation of the Gospel of Mark. Dugith Publications, Jerusalem 1969.
- A Modified Two-Document Theory of the Synoptic Dependence and Interdependence. In: Novum Testamentum 6 (1963), S. 239–263.
- The Jesus Sources: Understanding the Gospels. HaKesher, Tulsa (Oklahoma) 1990.